# 基斯皮卡瓦山
13°16′45″S 74°48′52″W / 13.27917°S 74.81444°W
基斯皮卡瓦山（Qispi Q'awa），是秘魯的山峰，位於該國中部萬卡韋利卡大區，由瓦伊塔拉省的皮爾皮查卡區負責管轄，屬於安地斯山脈的一部分，海拔高度4,800米。